# Konkurs i Sverige
Konkurs är ett ekonomiskt sammanbrott för ett företag eller en privatperson. Konkurs och obeståndssituationer regleras i Sverige av konkurslagen och förmånsrättslagen (1970:979) som gäller både fysiska och juridiska personer samt lagen om företagsrekonstruktion (1996:764) som enbart gäller näringsidkare.

## Konkurs
Den som är på obestånd kan på egen eller borgenärs ansökan försättas i konkurs. Ansökan ska prövas av den tingsrätt där gäldenären är folkbokförd eller om ansökan rör juridisk person där denna har sitt säte. En borgenär som ansöker ska uppge sin fordran samt i original eller kopia bifoga de handlingar som åberopas.
- Sedan borgenär ansökt om gäldenärs försättande i konkurs, men innan domstol fattat slutligt beslut med anledning av ansökningen, har gäldenären betalat hela den skuld som legat till grund för denna. Konkurssökanden är härefter inte längre att anse som borgenär, varför förutsättningar saknas för bifall till konkursansökningen enligt NJA 1997 s. 701.[3]

### Hinder för konkurs
En borgenär har inte rätt att få gäldenären försatt i konkurs om:
- borgenären har betryggande säkerhet
- tredje man ställt betryggande säkerhet
- borgenärens fordran inte är förfallen och tredje man ställer betryggande säkerhet.

Om företagsrekonstruktion pågår ska en borgenärs ansökan förklaras vilande.
Kan det befaras att gäldenären undanskaffar egendom kan rätten besluta om kvarstad. Rätten kan förbjuda gäldenären att resa utomlands.

### Beslut om konkurs
När ett beslut om konkurs meddelas, skall tingsrätten:
1. genast bestämma tidpunkt för gäldenären att avlägga bouppteckningsed vid  edgångssammanträde
2. snarast utse förvaltare.

### Verkningar av konkurs
Sedan ett beslut om konkurs har meddelats, får gäldenären inte råda över egendom som hör till konkursboet. Han får inte heller åta sig sådana förbindelser som kan göras gällande i konkursen.
- Ett vitesföreläggande har undanröjts av Miljööverdomstolen på grund av att näringsidkaren efter att ha försatts i konkurs saknar möjlighet att efterkomma föreläggandet och därför inte längre kan vara adressat för beslutet.[9]
- Ett i konkurs försatt aktiebolag har ansetts som part och tillerkänts talerätt i mål om eftertaxering för år före konkursbeslutet.[10]

Sedan beslut om konkurs har meddelats, får egendom som hör till konkursboet inte utmätas för fordran hos gäldenären annat än om det gäller underhållsbidrag enligt föräldrabalken eller äktenskapsbalken. Pågår en rättegång mellan gäldenären och någon annan om sådan egendom som hör till konkursboet, får konkursboet överta gäldenärens talan.

### Återvinning i konkurs
Återvinning kan ske utom för skatter och underhållsbidrag. Med fristdag avses dagen då ansökningen om gäldenärens försättande i konkurs kom in till tingsrätten. Huvudregeln är att om viss borgenär gynnats framför andra genom en rättshandling ska den återvinnas. Särskilt ifrågasätts transaktioner med närstående. I det fallet kan återvinning äga rum trots att mer än fem år förflutit räknat från fristdagen. Gåvor kan gå åter.
Löner, arvoden och pension kan återvinnas.
Betalning av en skuld, som har skett senare än tre månader före fristdagen och som har gjorts med annat än sedvanliga betalningsmedel, i förtid eller med belopp som avsevärt har försämrat gäldenärens ekonomiska ställning, kan gå åter.

### Förfoganderätt och beslutanderätt
En person (konkursgäldenären) berövas möjligheten att förfoga över sin egendom (annat än beneficium). När konkursgäldenären har förlorat rätten att förfoga över sin egendom förvaltas denna istället som konkursbo av en av domstol utsedd konkursförvaltare. Konkursförvaltaren ska realisera konkursgäldenärens tillgångar så snart det kan ske. Försäljning av lös egendom ska företrädesvis ske på auktion. Konkursförvaltaren kan även fortsätta gäldenärens rörelse om det är lämpligt.

### Bevakning
Bevakningsförfarande är bara nödvändigt i konkurser där det kan antas att fordringar utan förmånsrätt kommer att erhålla utdelning.

### Brottsutredning
Konkursförvaltaren ska också utreda misstankar om brott. Konkursförvaltare står under tillsyn av Tillsynsmyndigheten i konkurser. 

### Utdelning
När utdelning skall ske, skall förvaltaren upprätta ett förslag till utdelning. Förvaltaren skall då beakta alla de fordringar och förmånsrätter som dittills har bevakats eller efterbevakats i konkursen eller, när bevakning inte har behövts, de fordringar och förmånsrätter som dittills har gjorts gällande eller annars är kända för förvaltaren. Utdelningsförslaget ska fastställas av tingsrätten och utdelning kan ske då det vunnit laga kraft.

### Avslutning av konkurs
En fysisk person är efter avslutad konkurs (personlig konkurs) betalningsskyldig för de återstående fordringarna. En sådan person kommer alltså även efter konkurs ha skulder som den inte kan betala. För att förhindra alltför svåra konsekvenser för personens liv på grund av svåra skulder som ofta uppkommit på grund av arbetslöshet, sjukdom eller misslyckat företagande, finns numera i Sverige skuldsanering som ger en tidsgräns för svåra skulder.
Juridiska personer upplöses automatiskt när konkursen är avslutad: eftersom det därefter inte längre finns den person som var ansvarig för skulderna, upphör dessa att existera. Förlusten bärs av borgenärerna. En fysisk person brukar inte sättas i konkurs, eftersom kronofogden kan beslagta egendom och sälja hus med mera ändå. Konkurser för fysiska personer gäller oftast sådana som drivit enskilt företag, där det är oöverskådligare med fler tillgångar och fler fordringsägare.

## Företagsrekonstruktion
Se särskild artikel om företagsrekonstruktion.

## Internationella förhållanden
Vid konkurser med anknytning till andra länder inom EU – utom Danmark – ska insolvensförordningen beaktas. Lagen (1934:67) med bestämmelser om konkurs, som omfattar egendom i Danmark, Finland, Island eller Norge ska tillämpas.